# 布魯提雅·克里斯皮娜
布魯提雅·克里斯皮娜（Bruttia Crispina，164年—191年）是羅馬帝國皇后，康茂德的妻子。布魯提雅·克里斯皮娜並未誕下皇位繼承人，188年被流放至卡布里島。191年去世。

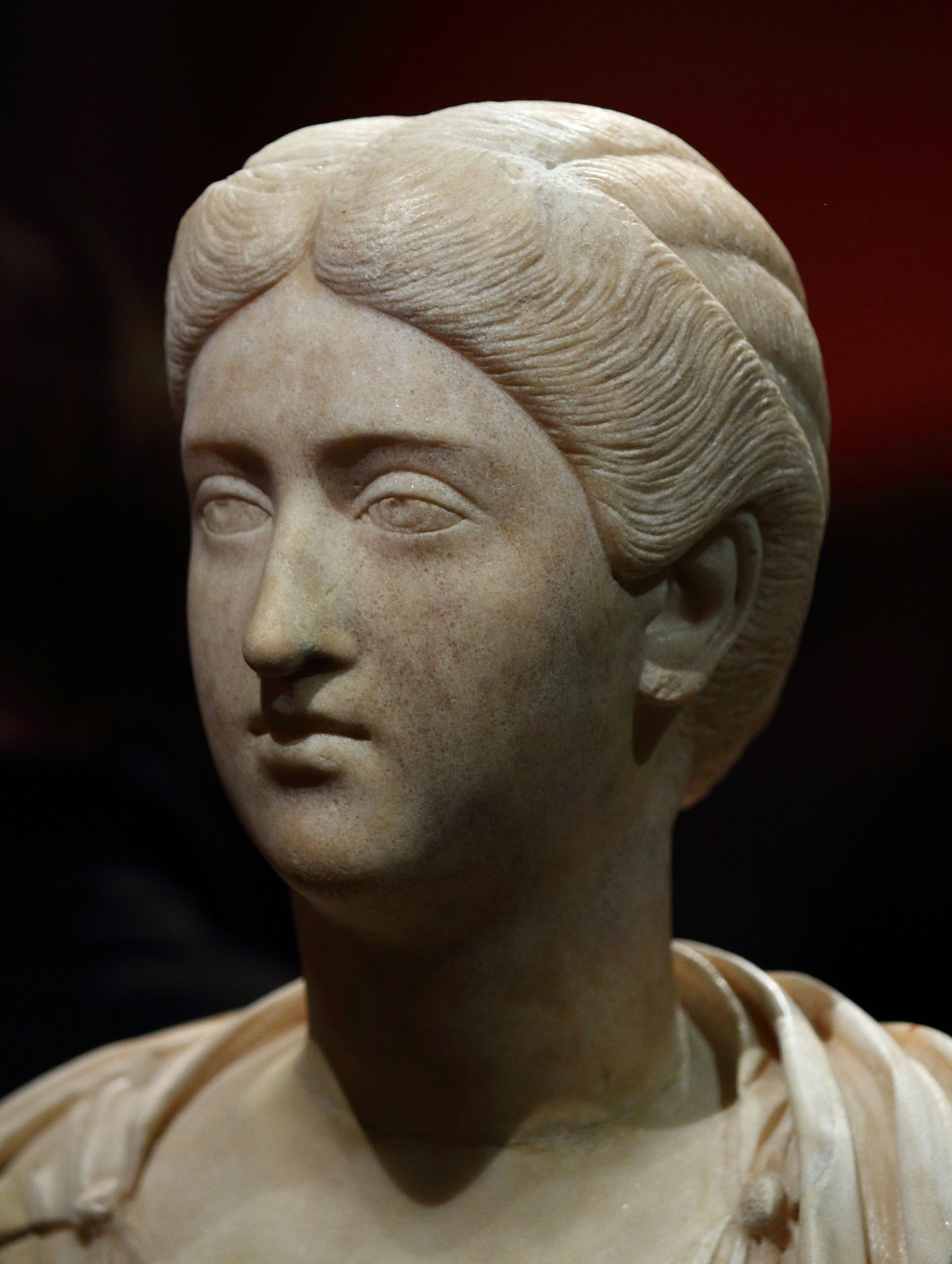
布魯提雅·克里斯皮娜

- Bruttia Crispina （页面存档备份，存于）, livius.org, 2007. Accessed 2012-5-29.
- Bruttia Crispina (164-183AD) （页面存档备份，存于） collection of coins. Accessed 2012-5-29.